# Vasant Kunj
Vasant Kunj est un des quartiers du Sud-Ouest de Delhi, à proximité de la Nouvelle-Delhi, capitale de l’Inde. Le quartier est essentiellement résidentiel, avec les services que requièrent généralement un très vaste quartier: commerces, écoles, hôpitaux, etc.

## Géographie
Ce quartier se trouve dans le sud-ouest de Delhi, entre de l’aéroport international (Indira Gandhi International Airport) et le Qutub Minar, à une quinzaine de kilomètres au sud du centre ville. La forêt de Sanjay Van est située à proximité.

## Histoire
Ce territoire fut développé après l’acquisition des terres agricoles des villages voisins Kishangarh, Munirka, Masoodpur et Mahipalpur, au début des années 1960, du temps du dernier gouvernement Jawaharlal Nehru.
Commencé dans les années 1980, sa construction se poursuit encore avec la construction de grands centres commerciaux appelés mall.

## Démographie et administration
Il compte environ 100 000 habitants. Vasant Kunj est divisé en 4 secteurs (A, B, C et D) chacun étant lui-même divisé en « pocket », équivalent français de quartier au sens plus restreint.